# Perryville (Kentucky)
Perryville es una ciudad ubicada en el condado de Boyle en el estado estadounidense de Kentucky. En el Censo de 2010 tenía una población de 751 habitantes y una densidad poblacional de 364,27 personas por km².

## Geografía
Perryville se encuentra ubicada en las coordenadas 37°38′58″N 84°57′6″O / 37.64944, -84.95167. Según la Oficina del Censo de los Estados Unidos, Perryville tiene una superficie total de 2.06 km², de la cual 2.02 km² corresponden a tierra firme y (1.88%) 0.04 km² es agua.

## Demografía
Según el censo de 2010, había 751 personas residiendo en Perryville. La densidad de población era de 364,27 hab./km². De los 751 habitantes, Perryville estaba compuesto por el 94.41% blancos, el 4.79% eran afroamericanos, el 0.13% eran amerindios, el 0% eran asiáticos, el 0% eran isleños del Pacífico, el 0% eran de otras razas y el 0.67% pertenecían a dos o más razas. Del total de la población el 0.93% eran hispanos o latinos de cualquier raza.